# Boris Križan
Boris Križan, hrvatski košarkaš, državni reprezentativac. Igrao za Hrvatsku i Jugoslaviju. Igrao za karlovački Željezničar.
Igrač povijesne utakmice hrvatske košarkaške reprezentacije u Karlovcu, u Šancu 2. lipnja 1964. protiv odabrane selekcije NBA lige. Igrao za Jugoslaviju na Mediteranskim igrama 1963. i osvojio broncu.